# Jablaniški Potok
Jablaniški Potok je naselje v Občini Šmartno pri Litiji.Dva manjša potoka – eden izvira pod Resnarico, drugi pod Bukovico, se združita v dnu doline v potok, imenovan Jablaniški potok, ki se izteče v Zgornjo Jablanico. Po potoku ima ime tudi zaselek s tremi, nekdaj pa štirimi hišami.

## Zgodovina
Nekdaj so bili na obeh pobočjih nad potokom do vrha hriba vinogradi, ki jih je okrog 1900 uničila trtna uš, ki je prišla iz Amerike. Danes so še vidne sledi teh vinogradov. Še vedno so ozke parcele vinogradov, katerih lastniki so bili kmetje iz doline, na katerih so še ostaline hramov oz. zidanic. Opuščeni vinogradi so se zagozdili, vendar je les slab, drevesa prevrne malo večji vihar. 
Les so vozili kar po grabnu – potoku, vozovi so imeli močna, kovana kolesa in tudi konje je bilo treba pogosteje podkovati zaradi grobega kamenja. Prebivalci so prišli v dolini po ozki stezi ob potoku. Cesta iz Zgornje Jablanice v Potok se je zgradila šele leta 1952 in je še danes makadamska.